# المحارس الاسفل

تعديل مصدري - تعديل

المحارس الاسفل هي إحدى قرى عزلة سرار بمديرية سرار التابعة لمحافظة أبين، بلغ تعداد سكانها 66 نسمة حسب تعداد اليمن لعام 2004.